# Orgue du Walt Disney Concert Hall
L’orgue du Walt Disney Concert Hall, qualifié par ses promoteurs comme « l'orgue du futur », a été spécialement construit pour la grande salle de concert du Walt Disney Concert Hall à Los Angeles. Son concert inaugural a eu lieu en 2004.

## Historique

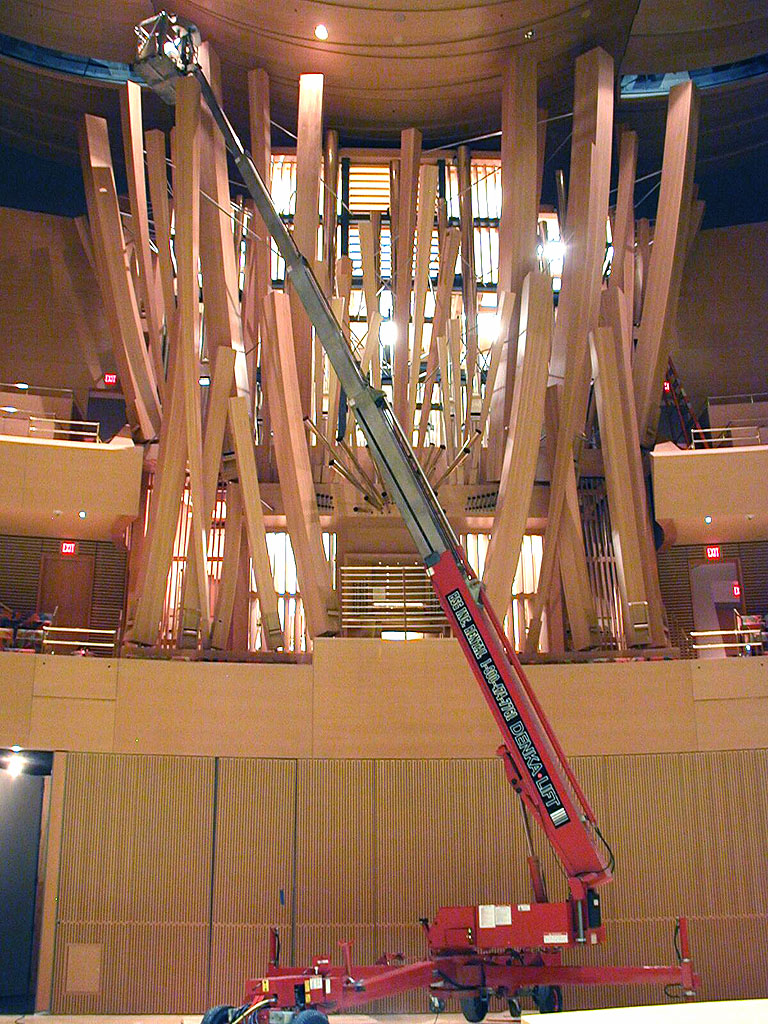
L'orgue pendant le montage en 2003.

Le projet de construire un orgue de concert dans la ville américaine de Los Angeles est né au début des années 1980, en même temps que celui de construire une grande salle de concert digne d’accueillir l’orchestre philharmonique de la ville, le Walt Disney Concert Hall. C’est en faisant appel à la société japonaise Nagata, spécialisée dans l’acoustique des grandes salles et très attachée à toujours placer un grand orgue de concert dans ses salles réalisées au Japon, que le projet de construction d’un orgue s’est imposé comme une évidence et une nécessité. L'orgue fut fabriqué aux États-Unis.
En 1988 l’architecte Frank Gehry est choisi sur concours pour concevoir l’auditorium et y intégrer un orgue de manière que l’instrument constitue à la fois le cœur et le symbole de l’édifice.
Un appel d’offres est lancé auprès de plusieurs facteurs d’orgues et c’est un comité composé de Cherry Rhodes, Robert Anderson, et Michael Barone qui choisira le facteur d'orgue Manuel Rosales parmi une douzaine de facteurs européens et américains au cours de l’été 1990.
Commencent alors quatre années de collaboration intensive entre le facteur Rosales et l’architecte Gehry, pour parvenir à concilier les contraintes techniques de l’orgue et l’aspect résolument avant-gardiste que l’architecte voulait donner à l’ensemble. L’objectif se voulait à la fois musical et esthétique. Après avoir étudié ensemble plus de vingt projets différents, ils optèrent pour cette étonnante façade symbolisant en quelque sorte une explosion, un feu d’artifice, avec les tuyaux de façade orientés dans toutes les directions, rompant de façon définitive avec la facture traditionnelle qui, jusqu’à aujourd’hui, continue d’aligner les tuyaux en rangs d’oignons.
S’il est vrai que la modernité du XXe siècle a influencé la facture d’orgue, elle ne s’est jamais autorisé d’autres fantaisies que de triturer les formes et les couleurs des buffets, laissant les tuyaux quant à eux toujours sagement alignés sur des droites tirées au cordeau. La raison en est simple : les registres étant des planches coulissantes, les tuyaux d’un même jeu ne peuvent qu’être alignés. Il est néanmoins possible d’implanter les tuyaux n’importe où en ayant recours au postage, mais cela complique la construction et alourdit le coût de l’instrument.
L’orgue du Walt Disney Concert Hall se voulant à la fois un instrument de musique à part entière et un modèle d’orgue du XXIe siècle, Frank Gehry et Manuel Rosales ont pensé qu’il fallait réellement sortir des sentiers battus et que non seulement la façade de l’instrument devait surprendre, mais aussi la forme incurvée des tuyaux de 32 pieds, une première mondiale.
Il faudra néanmoins attendre 1998 pour que ce projet pharaonique trouve enfin une assise financière qui permette sa mise en route. L’ampleur des travaux à réaliser poussent Manuel Rosales à se rapprocher du facteur d'orgue allemand Glatter-Götz. Ce dernier réalisera la tuyauterie et Rosales la supervision et l’harmonisation.
L’installation de l’orgue s’est déroulée en plusieurs tranches de travaux effectués entre octobre 2002 et octobre 2003. L’harmonisation qui a commencé ce même mois d’octobre 2003 est achevée en avril 2004. Le concert inaugural de l’orgue a lieu le 8 juillet 2004, dans le cadre de la Convention Nationale de l’American Guild of Organists (AGO).

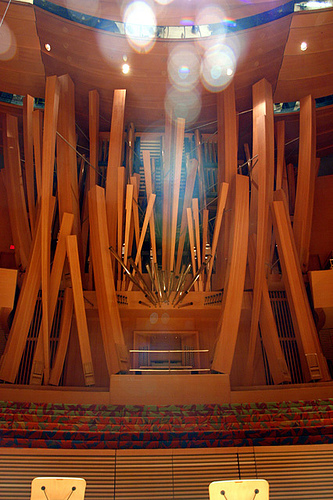
Un orgue parasismique.

## Caractéristiques remarquables
- L’orgue comporte 72 jeux réels (102 avec les extensions et emprunts) pour 109 rangs et 6 134 tuyaux.
- Il possède en plus un carillon de huit cloches (Campanitas) et deux rossignols ou birdolas (Pajaritos).
- Construit en Allemagne par Glatter-Götz Orgelbau, il a été transporté par bateau dans six conteneurs pour un poids de 40 tonnes.
- L’installation de la tuyauterie s’est déroulée d’avril à juin 2003.
- Le tuyau le plus gros (premier ut du Violonbasse de 32 pieds) pèse 362 kilos et mesure 11 mètres de long.
- Les grands tuyaux courbés (première mondiale) de la façade ont été réalisés par Glatter-Götz Orgelbau en douglas[1] massif (bois debout).
- Les autres jeux en bois sont en chêne et en pin massifs.
- Les tuyaux de façade en métal (Prestant 16) sont en alliage étain-plomb à 90 % d’étain. Les autres tuyaux sont à 75 %.
- L’instrument dispose de deux consoles : une console fixe située au milieu de la « forêt de tuyaux » et une console mobile. La console fixe est à traction mécanique avec panneaux verticaux de tirants. La console mobile à traction électrique est en amphithéâtre comme celles de Cavaillé-Coll. Elles sont réalisées toutes deux en merisier.
- Quatre claviers de 61 notes, les naturelles en ivoire synthétique, les feintes en ébène massif.
- Le pédalier est aux normes AGO et comporte 32 notes ; il est réalisé en érable et ébène.
- Le combinateur offre 300 mémoires de 60 combinaisons réparties ainsi : 24 combinaisons générales, huit pour le G.O., huit pour le Positif, huit pour le Récit, six pour la Llamarada et six pour le Pédalier.
- Le ventilateur de la soufflerie est actionné par un moteur électrique de 13,3 chevaux.
- L’instrument est équipé d’une interface MIDI.
- L’ensemble du châssis et du corps de l’orgue est construit selon des normes parasismiques (première mondiale).

## Composition de l'orgue
| Manuel I : Positiv (Positif) | Manuel I : Positiv (Positif) | Manuel II : Great (Grand Orgue) | Manuel II : Great (Grand Orgue) | Manuel III : Swell (Récit) | Manuel III : Swell (Récit) | Manuel IV : Llamarada | Manuel IV : Llamarada | Pedal (Pédalier) | Pedal (Pédalier) |
| ---------------------------- | ---------------------------- | ------------------------------- | ------------------------------- | -------------------------- | -------------------------- | --------------------- | --------------------- | ---------------- | ---------------- |
| Quintaton                    | 16                           | Violonbasse                     | 32                              | Bourdon                    | 16                         | Flautado grandioso    | 8                     | Flûte            | 32               |
| Principal                    | 8                            | Grand Bourdon                   | 32                              | Diapason                   | 8                          | Octava real           | 4                     | Violonbasse      | 32               |
| Unda Maris                   | 8                            | Prestant                        | 16                              | Flûte traversiére          | 8                          | Lleno de Corneta      | VI                    | Flûte            | 16               |
| Gambe                        | 8                            | Violon                          | 16                              | Bourdon                    | 8                          | Compuestas            | IV                    | Prestant         | 16               |
| Flûte harmonique             | 8                            | Bourdon                         | 16                              | Viole de Gamba             | 8                          | Bombardon             | 16                    | Violon           | 16               |
| Gedackt                      | 8                            | Principal                       | 8                               | Voix céleste               | 8                          | Trompeta armonica     | 8                     | Subbass          | 16               |
| Octave                       | 4                            | Diapason                        | 8                               | Dulciane doux              | 8                          | Clarín armonico       | 4                     | Bourdon          | 16               |
| Hohlflöte                    | 4                            | Violoncelle                     | 8                               | Voix angélique             | 8                          | Llamada               | 16                    | Grosse Quinte    | 10 ⅔             |
| Nasard                       | 2 ⅔                          | Flûte harmonique                | 8                               | Principal                  | 4                          | Llamada               | 8                     | Octave           | 8                |
| Octave                       | 2                            | Chimney Flute                   | 8                               | Flûte octaviante           | 4                          | Llamada               | 4                     | Flûte            | 8                |
| Waldflöte                    | 2                            | Grand Nasard                    | 5 ⅓                             | Nasard                     | 2 ⅔                        | Trompeta              | 8                     | Violoncelle      | 8                |
| Tierce                       | 1 ⅗                          | Octave                          | 4                               | Octavin                    | 2                          |                       |                       | Bourdon          | 8                |
| Larigot                      | 1 ⅓                          | Spire Flute                     | 4                               | Tierce                     | 1 ⅗                        |                       |                       | Octave           | 4                |
| Mixtur                       | IV                           | Grande Tierce                   | 3 ⅕                             | Piccolo                    | 1                          |                       |                       | Flûte            | 4                |
| Cor anglais                  | 16                           | Octave Quinte                   | 2 ⅔                             | Plein-jeu harmonique       | III-V                      |                       |                       | Mixture          | V                |
| Trompette                    | 8                            | Super Octave                    | 2                               | Bombarde                   | 16                         |                       |                       | Contre Bombarde  | 32               |
| Cromorne                     | 8                            | Grande Fourniture               | III                             | Trompette                  | 8                          |                       |                       | Contre Basson    | 32               |
| Clarion                      | 4                            | Mixture                         | VIII                            | Hautbois                   | 8                          |                       |                       | Grande Bombarde  | 16               |
| Llamada (IV)                 | 16                           | Cymbale                         | IV                              | Voix humaine               | 8                          |                       |                       | Bombardon        | 16               |
| Llamada (IV)                 | 8                            | Corneta Magna                   | VII                             | Clairon                    | 4                          |                       |                       | Basson           | 16               |
| Llamada (IV)                 | 4                            | Contre Basson                   | 32                              |                            |                            |                       |                       | Trompeta         | 8                |
| Trompeta (IV)                | 8                            | Basson                          | 16                              |                            |                            |                       |                       | Basson           | 8                |
|                              |                              | Basson                          | 8                               |                            |                            |                       |                       | Clarín           | 4                |
| Basson                       | 4                            |                                 |                                 |                            |                            | Basson                | 4                     |                  |                  |
| Trompeta (IV)                | 8                            |                                 |                                 |                            |                            |                       |                       |                  |                  |

## Discographie
Once Upon a Time... at the Walt Disney Concert Hall in Los Angeles. Œuvres de Chopin, Debussy, Duruflé, Dupré, Massenet, Ravel, Robin. Jean-Baptiste Robin à l'orgue du Walt Disney Concert Hall. CD Brillant Classics (2020)